# Drogi w Azerbejdżanie
Drogi w Azerbejdżanie stanowią główną sieć transportową w Azerbejdżanie. Ponieważ sieć kolejowa jest w stanie ciągłej modernizacji i nie obejmuje całego kraju, a w szczególności obszarów górskich oraz obszarów o trudnej rzeźbie terenu, sieć dróg jest najważniejszą metodą transportu w kraju.

## Przegląd
Całkowita długość azerbejdżańskiej sieci dróg wynosi około 29 000 km. Sieć obsługuje wewnątrzkrajowy ruch towarowy, jak i umożliwia dostęp do głównych autostrad międzynarodowych. Pierwsze drogi utwardzone pojawiły się w Azerbejdżanie w XIX wieku, kiedy terytorium kraju było częścią Imperium Rosyjskiego. W większości przypadków drogi są przejezdne, ale wymagają dostosowania do norm międzynarodowych w celu przystosowania ich do rozwijającego się ruchu tranzytowego. Drogi główne i lokalne są w kiepskim stanie i wymagają pilnej renowacji, a także dalszej konserwacji. Cała sieć dróg, od dróg wiejskich po autostrady, przechodzi aktualnie modernizację wraz z renowacją i przedłużeniem istniejących już tras. Na 1000 km² powierzchni kraju przypada 334 km dróg.
Według raportu dotyczącego wskaźnika globalnej konkurencyjności w latach 2017–2018, Azerbejdżan znalazł się na 36. miejscu spośród 137 państw za jakość (stan oraz możliwość rozwoju) swojej infrastruktury drogowej.

## Autostrady w Azerbejdżanie (droga publiczna)
Sieć autostrad składa się z dróg dwujezdniowych o 2 pasach ruchu w każdym kierunku oraz jest oświetlona w miastach, a rzadziej poza nimi. Znaki drogowe w Azerbejdżanie są koloru niebieskiego, a kierunki są zapisane wielkimi literami. Najważniejsze autostrady w Azerbejdżanie to:
| Oznaczenie | Numer | Droga                                                  | Długość |
|            | R1    | Gandob – Khatchmaz – Khoudat – Jalama – Rosja          | 88 km   |
|            | R2    | Gilazi – Khizi                                         | 31 km   |
|            | R3    | Quba – Qusar                                           | 12 km   |
|            | R4    | Quba – Khatchmaz                                       | 22 km   |
|            | R5    | Qusar – Xudat                                          | 29 km   |
|            | R6    | Haji Zeynalabdin – Sahil                               | 40 km   |
|            | R7    | Haji Zeynalabdin – Sumgait                             | 18 km   |
|            | R8    | Mughanli – İsmayilli                                   | 40 km   |
|            | R9    | Garamaryam – İsmayilli – Szeki – Oghouz                | 158 km  |
|            | R10   | Garamaryam – Mususlu                                   | 22 km   |
|            | R11   | Agsu – Kurdemir – Imichli – Bahramtapa                 | 113 km  |
|            | R12   | Geuytchay – Barguchad                                  | 18 km   |
|            | R13   | Geuytchay – Oudjar                                     | 20 km   |
|            | R14   | Agdach – Laki                                          | 10 km   |
|            | R15   | Agdach – Zaraghan                                      | 45 km   |
|            | R16   | Qoraghan – Qakh – Zagatala                             | 43 km   |
|            | R17   | Xhaldan – Mingeczaur                                   | 13 km   |
|            | R18   | Mingeczaur – Elektrownia wodna Mingeczaur – Bahramtapa | 166 km  |
|            | R19   | Gandża – Karwaczarr – Berdzor                          | 200 km  |
|            | R20   | Gandża – Dachkassan                                    | 38 km   |
|            | R21   | Gandża – Samux                                         | 8 km    |
|            | R22   | Szamkir – Gadabay                                      | 45 km   |
|            | R23   | Gazakh – Uzuntala – Armenia (zamknięta)                | 14 km   |
|            | R24   | Agstafa – Poylu – Gruzja                               | 54 km   |
|            | R25   | Goranboy – Naftalan                                    | 18 km   |
|            | R26   | Goranboy – Tartar                                      | 35 km   |
|            | R27   | Terter – Hindarx                                       | 41 km   |
|            | R28   | Yevlax – Khodjali – Berdzor – Khankandi – Shusha       | 154 km  |
|            | R29   | Berde – Dżermadżur – Karwaczarr                        | 164 km  |
|            | R30   | Xankandi – Xodjavand                                   | 42 km   |
|            | R31   | Shusha – Waranda                                       | 53 km   |
|            | R32   | Ucar – Zardab – Aghdżabadi                             | 76 km   |
|            | R33   | Agdam – Hindarx – Aghdżabadi                           | 48 km   |
|            | R34   | Agdam – Aghdara                                        | 26 km   |
|            | R35   | Agdam – Waranda – Horadix – Xodjavand                  | 94 km   |
|            | R36   | Berdzor – Haka ri                                      | 83 km   |
|            | R37   | Berdzor – Zaboukh – Arrmenia (zamknięta)               | 23 km   |
|            | R38   | Goubadlı – Khanlig                                     | 16 km   |
|            | R39   | Hakari – Zangilan                                      | 23 km   |
|            | R40   | Waranda – Dżabrail – Mahmudlu                          | 46 km   |
|            | R41   | Kanał Górnego Garabagh – Beylagan – Dachburun          | 32 km   |
|            | R42   | Bahramtapa – Bilasuvar                                 | 62 km   |
|            | R43   | Bilasuvar – Iran                                       | 19 km   |
|            | R44   | Hadżigabul – Szyrwan                                   | 11 km   |
|            | R45   | Szyrwan – Nokhudlu – Salyan                            | 43 km   |
|            | R46   | Salyan – Nefttczała                                    | 40 km   |
|            | R47   | Masallı – Yardimli                                     | 53 km   |
|            | R48   | Lenkoran – Lerik                                       | 55 km   |
|            | R49   | Nachiczewan – Chahbuz – Armenia (zamknięta)            | 65 km   |
|            | R50   | M2 (371 km) – Międzynarodowy Port Lotniczy Gandźa      | 11 km   |
|            | R51   | M2 (336 km) – Gandża                                   | 8 km    |
|            | R52   | M2 (317 km) – stacja Kuraczaj                          | 5 km    |
|            | R53   | M2 (376 km) – stacja Alabachli                         | 8 km    |
|            | R54   | M2 (70 km) – stacja Alat                               | 5 km    |
|            | R55   | M3 (220 km) – stacja Masallı                           | 5 km    |
|            | R56   | M5 (17 km) – Karimli                                   | 31 km   |
|            | R57   | M5 (46 km) – Szeki                                     | 12 km   |
|            | R58   | M5 (128 km) – stacja Zagatala                          | 9 km    |
|            | R59   | M5 (150 km) – stacja Balakan                           | 2 km    |
|            | R60   | M6 (94 km) – Imichli                                   | 7 km    |
|            | R61   | M6 (250 km) – Zangilan                                 | 11 km   |
|            | R62   | M7 (58 km) – Charur                                    | 4 km    |
|            | R63   | M7 (80 km) – Sederek                                   | 8 km    |
|            | R64   | M8 (3 km) – Babak                                      | 3 km    |
|            | R65   | M8 (44 km) – Dżulfa                                    | 2 km    |
|            | R66   | M8 (75 km) – stacja Ordubad                            | 5 km    |

## Autostrady
Azerbejdżan rozwinął w ostatnim czasie sieć wielopasmowych autostrad, która ciągle się powiększa. W szczególności w okolicach Baku, gdzie niektóre z tych dróg są budowane zgodnie z obowiązującymi obecnie normami. Większość autostrad składa się z czterech pasów, tymczasem niektóre drogi wokół oraz w samym Baku składają się z jezdni od trzech do czterech pasów w jednym kierunku.
| Oznaczenie | Numer | Droga                                                                                    | Długość |
|            | M1    | Baku – Abszeron – Sumgait – Khizi – Siyazan – Szabran – Quba – Qusar – Khatchmaz – Rosja | 205 km  |
|            | M2    | Baku – Tovuz – Gruzja                                                                    | 507 km  |
|            | M3    | Alat – Salyan – Lenkoran – Astara – Iran (Astara)                                        | 311 km  |
|            | M4    | Baku – Szemacha – Agsu – Geuychay – Agdash                                               | 253 km  |
|            | M5    | Yevlax – Szeki – Zaqatala – Balakan                                                      | 184 km  |
|            | M6    | Hadżigabul – Szyrwan – Bahramtapa – Horadiz – Zangilan – Armenia (zamknięta)             | 290 km  |
|            | M7    | Nachiczewan – Babak – Kangarli – Charur – Sadarak – Turcja                               | 81 km   |
|            | M8    | Dżulfa – Ordubad – Armenia (zamknięta)                                                   | 89 km   |